# Piper trineuron
Piper trineuron är en pepparväxtart som beskrevs av Friedrich Anton Wilhelm Miquel. Piper trineuron ingår i släktet Piper och familjen pepparväxter. Inga underarter finns listade i Catalogue of Life.